# Stor ormrot
Stor ormrot (Bistorta officinalis) är en växtart i familjen slideväxter och förekommer i stora delar av Eurasien. Arten är sällsynt förekommande i Syd- och Mellansverige. Den växer på fuktig och näringsrik jord i parker och gamla trädgårdar. Stor ormrot odlas som prydnadsväxt.
Flerårig, beståndsbildande ört med kraftig, vriden jordstam, 30-100 cm. Stjälkarna är upprätta. De flesta bladen är basala, bladskivorna blir 10-30 cm, äggrunda till avlånga, tvärt avhuggna vid basen, rundade i spetsen, bleka eller blågröna på undersidan. Bladskaften är 1,5 gånger så lång som bladskivan och vingad upptill. De övre stjälkbladen är triangulära. Bladslidorna blir upp till 6 cm, trubbiga och bruna. Blommorna sitter i en axlik klase och saknar nästan skaft. Blomställningen är cylindrisk, tät, 2-8 x 1-1,5 cm och saknar groddknoppar nertill. Hyllebladen är vita eller rosa, 4-5 mm långa. Frukten är en nöt, ca 5 mm lång, blekt brun och glänsande.
Stor ormrot liknar ingen annan svensk växt. Ormrot (B. vivipara) är småväxt, har smalt blomax med vita blommor upptill och groddknoppar nedtill, samt smala lansettlika blad med inrullad kant och blek undersida. 
Kaukasisk ormrot (B. carnea) liknar stor ormrot, men är vanligen lägre med koniska eller nästan runda blomställningar.

## Sorter
- 'Hohe Tatra' - blir 50 cm med mörkt rosa blommor.
- 'Mürren' - blir 50 cm med rosa blommor.
- 'Superbum' - blir upp till 100 cm, med rosalila blommor i 5-6 cm långa klasar.

## Synonymer
Bistorta major Gray nom. illeg.
Bistorta major var. japonica Hara
Bistorta major subsp. plumosa (Small) Hara
Bistorta plumosa (Small) Greene
Colubrina intorta Friche-Joset & Montandon nom. illeg.
Persicaria bistorta (L.) Samp.
Polygonum amoenum Salisb. nom. illeg.
Polygonum ampliusculum Gand.
Polygonum bistorta  L.
Polygonum bistorta subsp. plumosum (Small) Hultén
Polygonum bistorta subsp. ellipticum (Willd.) Petrovsky
Polygonum bistorta var. plumosum (Small) Boivin
Polygonum bistortoides Boiss. nom. illeg.
Polygonum bourdinii Gand.
Polygonum carthusianorum Gand.
Polygonum ellipticum Willd. ex Spreng.
Polygonum lapidosum Kitag.
Polygonum pilatense Gand.
Polygonum plumosum Small